# RK Solin
Rukometni klub Solin je muški rukometni športski klub. Osnovan je 1956. Ima i školu rukometa koja se u tri generacije natječe i postiže solidne rezultate na nivou Dalmacije. Svake godine natječe se na međunarodnom turniru u Češkoj. 
Klub trenutno nastupa u 1. HRL-Jug (sezona 2017./2018.). Od osnutka do danas klub je zabilježio brojne uspjehe svih dobnih kategorija,od najmlađih do seniora. Najveći uspjesi kluba su ulazak u elitno društvo hrvatskih rukometnih klubova dva puta (1.liga,sadašnja Premijer liga, 96./97. i 05./06.), te 1/2 finale kupa 1997. i 1/8 finale 2005. u seniorskoj konkurenciji. Također, klub je uvijek bio rasadnik mladih rukometnih nada i poznatih trenera koji su preko igračke karijere u klubu nastavili prenositi znanje na mlađe generacije kao treneri. RK Solin dao je nekoliko reprezentativaca. 2006. godine, povodom obilježavanja 50 godina uspješnog djelovanja kluba izdana je i monografija kluba pod nazivom "50 godina rukometa u Solinu" autora Jurice Gizdića. U knjizi su obuhvaćena sva važnija natjecanja, momčadi i djelatnici kluba.

## Zanimljivosti
Stariji igrači su 50 godina trenirali na "igralištu kraj Rike" (rijeke Jadro) kojega više nema, jer je preko njega izgrađena prometnica. Rukometaši Solina danas treniraju u novoizgrađenom SC Meterize, kojega koriste mlađi uzrasti, a seniori treniraju u gradskoj dvorani Solin na Bilankuši, kapaciteta cca 1100 mjesta.
Najpoznatiji rukometaši koji su počeli karijere ili su bili igrači u RK Solinu su:  Ljubo Vukić i Jakov Gojun.
Solin je vodio i igrače u njemu stvarao poznati hrvatski rukometni entuzijast Ante Božić.